# Человек, которого заставили убивать
«Человек, которого заставили убивать» — американский боевик 1993 года.

## Сюжет
Сумасшедший шериф Уилсон хочет, чтобы Джонни, прекрасный боец, выступал в нелегальных бойцовских состязаниях, где ставка — жизнь участника. Несколько игроков, сделавших ставки в подпольном тотализаторе, похищают Джонни и его невесту Хэзер и муштруют парня, превращая в совершенную боевую машину.

## Съёмочная группа
- Автор сценария: Кори Майкл Юбенкс
- Продюсер:
- Режиссёр: Расселл Сульберг